# Amandiano (homem claríssimo)
Amandiano (em latim: Amandianus) foi um nobre romano do século V, ativo durante o reinado do monarca ostrogótico Teodorico, o Grande (r. 474–526). Um homem claríssimo (vir clarissimus), nada se sabe sobre sua vida, exceto que teria falecido em 526.
Em 523/526, seus herdeiros, conjuntamente com aqueles de Argólico, estavam em disputa por sua propriedade com Teodato. Em meio ao litígio, os herdeiros perderam a posse da Casa Arbitana e receberam em compensação a Massa Palenciana, que por sua vez foi parcialmente ocupada pelos homens de Teodato.